# Pia Bosch i Codolà
Pia Bosch i Codolà (Girona, 13 de gener de 1962) és una psicòloga i política catalana. Entre 1995 a 2015 va ocupar diferents càrrecs polítics de representació del Partit dels Socialistes de Catalunya.

## Formació
Va cursar els estudis primaris i secundaris en centres públics de la ciutat de Girona. Acabà els estudis de llicenciatura en Psicologia per la Universitat Autònoma de Barcelona l'any 1984. Dins la seva formació postgraduada realitzà un Màster en teràpia familiar per la Facultat de medicina de la UAB a l'Hospital de Sant Pau de Barcelona l'any 1994. És diplomada en estudis avançats i suficiència investigadora per la UdG des de l'any 1998, on va ser becària de formació per la docència i la recerca de la UdG dins el Departament de Psicologia.
Així mateix, ha cursat estudis de postgrau de "Ciències polítiques i socials" a la UPF i és diplomada de Gestió pública per IESE, Business School. Va ser becària del Departament d'Estat del Govern dels Estats Units dins del programa de visitants internacionals (IVLP). Té un certificació d'especialització en Relacions Internacionals, Geopolítica i Governança Global (IBEI-UOC), i també a realitzat el "Curs sobre la Unió Europea" al Centre d'Estudis Internacionals de Barcelona.

## Experiència professional i política
Va exercir com a psicòloga clínica durant 20 anys dins l'equip psicoterapèutic gironí "Plataforma", atenent adults, infants, parelles i famílies. Va ser responsable de l'assessorament psicopedagògic a diversos IES públics de les comarques gironines de 1988 a 1998: IES Salvador Espriu, IES Montgrí, IES Carles Rahola i IES Vicens Vives. Va formar part del Torn d'intervenció professional del Col·legi Oficial de Psicòlegs de Catalunya per l'adopció internacional.
Ha estat professora associada del Departament de psicologia de la UdG, docent de l'Institut de ciències de l'educació de la UdG i vocal de formació de la junta de Col·legi de psicòlegs a Girona. Va ésser vocal de formació de la Junta del Col·legi Oficial de Psicòlegs de Catalunya i Presidenta del Consell Social del Col·legi.
En l'àmbit polític, va ésser regidora delegada de serveis socials de l'Ajuntament de Girona de 1995 a 1999. Va ésser tinent d'alcalde de serveis socials, dona i ocupació de 1999 a 2004 i de promoció de la ciutat durant el mateix 2004. Va ser consellera comarcal i portaveu de grup dins del Consell Comarcal del Gironès de 1999 a 2004. Va ocupar el càrrec de Delegada territorial del govern de la Generalitat, presidit per Pasqual Maragall, a les comarques gironines de gener de 2004 a setembre de 2006.
Va ésser diputada al Parlament de Catalunya del grup socialista del 2006 al 2010, formant part de les comissions de benestar i immigració, drets de les dones, control de la CCMA (Corporació catalana de mitjans audiovisuals) i és secretària de la mesa de la comissió d'acció exterior i Unió Europea. De 2008 a 2011 representà Catalunya a la delegació espanyola al Congrés de poders locals i regionals del Consell d'Europa. Dins del CPLRE formà part de les comissions institucional i de cohesió social, i del grup de treball de regions amb poder legislatiu.
Va ser candidata a l'alcaldia de Girona l'any 2011. De 2011 a 2015 va ser regidora de l'Ajuntament de Girona i Diputada a la Diputació de Girona. A partir de 2015 ha estat Assessora tècnica a la Diputació de Barcelona. Dins de l'Àrea de Relacions Internacionals va dirigir l'estudi sobre "Les estratègies d'internacionalització dels ens locals de la demarcació de Barcelona". Dins l' Àrea de Cultura s'ha fet càrrec de les accions d'internacionalització i del seguiment d'òrgans col·legiats.
Des de l'any 2019 és la Directora d'Administració i Recursos Humans de la Fundació privada Teatre lliure-Teatre públic de Barcelona, on col·labora també en alguns dels projectes transversals com el Pla de Formació, el Plà de Sostenibilitat o el Pla d'Igualtat.